# Sébastien Vieilledent
Pour les articles homonymes, voir Vieilledent.
Sébastien Vieilledent, né le 26 août 1976 à Cannes, est un rameur français.

## Biographie
Après des débuts dans l'aviron en tant que barreur dès l'âge de 7 ans, il intègre l'équipe de France en 1994 et devient champion du monde junior en deux de couple avec Frédéric Dufour. Après deux participations aux Jeux olympiques d'été de 1996 et Jeux olympiques d'été de 2000, il est alors associé à Adrien Hardy en deux de couple.
Les premiers résultats arrivent dès l'année suivante avec une médaille d'argent aux mondiaux de Lucerne. 
Puis deux ans plus tard, c'est enfin le titre mondial à Milan, devenant ainsi de sérieux candidats au titre olympique, titre qu'ils remportent lors des Jeux olympiques d'été de 2004 d'Athènes.
Il prend sa retraite sportive en 2005 et devient entraîneur des équipes de France d'aviron jusqu'aux Jeux olympiques de Londres. Il travaille aujourd'hui à l'UCPA en tant que Directeur des Activités et de la Qualité. Il est aussi membre de la commission des athlètes de haut-niveau  au CNOSF.
En 2016, il commente les épreuves d'aviron des Jeux olympiques de Rio sur France Télévisions avec Patrick Montel et Thierry Adam. En 2018, il commente aussi les épreuves d'aviron des championnats sportifs européens avec Richard Coffin.
Le 21 avril 2021, il est nommé, à 44 ans, DTN de la Fédération française d'aviron (FFA), en remplacement de Patrick Ranvier, en poste depuis fin 2012 et les JO de Londres.

## Palmarès
- Jeux olympiques
  -  Médaille d'or en deux de couple en 2004 à Athènes
- Championnats du monde
  -  Médaille d'or en deux de couple (junior) en 1994 à Munich
  -  Médaille d'argent en deux de couple en 2001 à Lucerne
  -  Médaille d'or en deux de couple en 2003 à Milan

## Distinction
- Chevalier de la Légion d'honneur[4]